# 299 Batalion Wsparcia Brygady (USA)
299 Batalion Wsparcia Brygady (ang. 299th Brigade Support Battalion „Dagger Lifeline”) – batalion wsparcia Armii Stanów Zjednoczonych, aktualnie przydzielony do 2 Pancernej Brygadowej Grupy Bojowej 1 Dywizji Piechoty (2nd Armored Brigade Combat Team, 1st Infantry Division).

## Struktura organizacyjna
Skład 2020
- dowództwo i kompania dowodzenia (HHC)
- kompania A – kompania transportowa i zaopatrzenia
- kompania B – kompania remontowa
- kompania C – kompania medyczna
- kompania D – kompania wsparcia dołączona do 5 szwadronu 4 pułku kawalerii (5-4 CAV)[2]
- kompania E – kompania wsparcia dołączona do 1 batalionu 63 pułku pancernego (1-63 AR)[3]
- kompania F – kompania wsparcia dołączona do 1 batalionu 18 pułku piechoty (1-18 INF)[4]
- kompania G – kompania wsparcia dołączona do 1 batalionu 7 pułku artylerii polowej (1-7 FAR)[5]

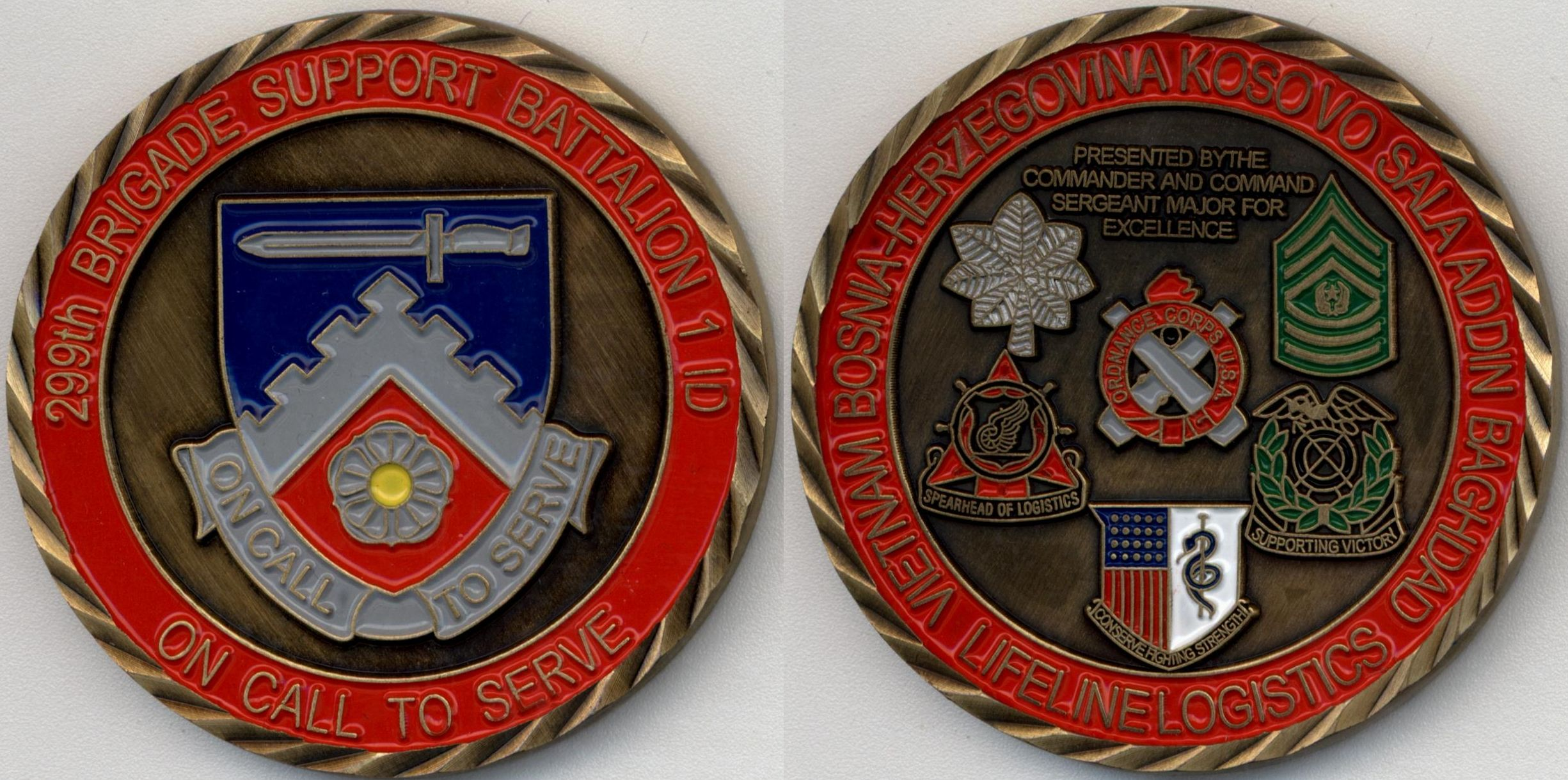
Challenge coin

## Historia

### Początek
299 Batalion Wsparcia Brygady został utworzony 23 marca 1966 jako 7 Batalion Wsparcia i przydzielony do 199 Brygady Piechoty w Fort Benning w stanie Georgia.

### Wietnam
1 czerwca 1966 batalion został aktywowany i rozmieszczony w Republice Wietnamu, służąc z wyróżnieniem od 1966 do 1970, otrzymując 10 wstążek (battle streamers), Valorous Unit Citation, dwa Meritorious Unit Commendations, trzykrotnie wietnamski Krzyż Waleczności z palmą i wietnamski Civil Actions Medal.
15 października 1970 w Fort Benning w stanie Georgia batalion został dezaktywowany i zwolniony z przydziału do 199. Brygady Piechoty, równocześnie został przeformowany w 299 Forward Support Battalion.
20 października 1983 batalion został przydzielony do 1. Dywizji Piechoty i aktywowany w niemieckim Göppingen.

### Bośnia i Hercegowina
15 sierpnia 1991 batalion został dezaktywowany, a następnie 16 lutego 1996 ponownie reaktywowany.
W marcu 1996 batalion został rozmieszczony w Bośni i Hercegowinie w składzie międzynarodowych sił wojskowych IFOR, ramach komponentu Eagle – międzynarodowej Dywizji (North) w Tuzli, gdzie otrzymał Presidential Unit Citation.

### Kosowo
W czerwcu 1999 batalion ponownie rozlokował się na Bałkanach, tym razem w Kosowie w ramach grupy zadaniowej Falcon, tworząc pierwszą bazę logistyczną na nowym teatrze działań.
16 grudnia 1999 batalion powrócił do macierzystej dyslokacji.
Od 4 maja do 14 listopada 2002 duża część batalionu została ponownie przeniesiona do Kosowa jako 299 logistyczna grupa zadaniowa (299th Logistics Task Force (LTF)) w celu wsparcia międzynarodowej Brygady (East), zapewniając wsparcie i bezpieczeństwo mieszkańcom Kosowa.

### Operacja Iraqi Freedom
W latach 2004–2005 (OIF 04-05) i 2006-2007 (OIF 07-08) 299th Forward Support Battalion brał udział w działaniach II wojny w Zatoce Perskiej. Po jej zakończeniu batalion został przeniesiony do Fortu Riley w stanie Kansas i przeformowany w 299 batalion wsparcia brygady.
W latach 2008–2009 batalion ponownie wziął udział w operacji Iraqi Freedom (OIF 09-10) w Bagdadzie w Iraku, za którą otrzymał Meritorious Unit Citation.

### Operacja New Dawn
17 lutego 2010 Sekretarz Obrony USA Robert Gates ogłosił, że od 1 września nazwa „Operacja Iraqi Freedom” zostanie zastąpiona przez „Operację New Dawn”.
W listopadzie 2010 299 BSB został rozmieszczony w Iraku w celu wsparcia operacji „New Dawn”. Jednostka została ponownie dyslokowana do Fortu Riley w Kansas pod koniec 2011 roku, otrzymując Meritorious Unit Commendation za ich wysiłki podczas wdrażania operacji New Dawn.

### Operacja Atlantic Resolve
Od września 2017 batalion, jako druga, a od listopada 2022 jako dziesiąta rotacyjna zmiana w ramach operacji Atlantic Resolve stacjonował w Skwierzynie.